# Charly Musonda (ur. 1996)
Charly Musonda Junior (ur. 15 października 1996 w Brukseli) – belgijski piłkarz zambijskiego pochodzenia występujący na pozycji napastnika. Wychowanek Anderlechtu, w trakcie swojej kariery grał także w takich zespołach, jak Chelsea, Betis, Celtic, Vitesse oraz Levante. Młodzieżowy reprezentant Belgii. Syn reprezentanta Zambii, Charly'ego Musondy.